# Acido stictico
L'acido stictico è un composto organico aromatico, prodotto del metabolismo secondario di alcune specie di licheni.